# دايفيد جونسون
دايفيد جونسون (بالإنجليزية: David Johnson)‏ (15 أغسطس 1976 كينغستون جامايكا - ) هو لاعب كرة قدم بريطاني يلعب كمهاجم.

## مسيرته الكروية
لعب دايفيد جونسون خلال مسيرته الاحترافية مع 8 أندية في ثمانية عشر موسمًا وسجل خلالها 128 هدف ضمن 402 مباراة. ولم يفز بأي موسم بالكأس أو بالدوري.
خاض دايفيد جونسون مسيرته مع نادي مانشستر يونايتد في موسم 1994–95 لمدة موسم واحد، لم يشارك في أي مباراة ولم يسجل أي هدف. ثم انتقل إلى نادي بوري في موسم 1995–96 واستمر معه طيلة ثلاثة مواسم، حيث شارك في 97 مباراة سجل خلالها 18 هدفًا. لينتقل بعدها إلى نادي إيبسويتش تاون في موسم 1997–98 ليلعب معه أربعة مواسم، مشاركًا في 131 مباراة سجل خلالها 53 هدفًا. ثم انتقل إلى نادي نوتينغهام فورست في موسم 2000–01 في المرة الأولى لمدة موسم واحد ثم في موسم 2002–03 ليلعب معه أربعة مواسم ثم في موسم 2005–06 لمدة موسم واحد، مشاركًا طوالها في 148 مباراة سجل خلالها 46 هدفًا. هذا وانتقل لاحقًا إلى نادي بيرنلي في موسم 2001–02 لمدة موسم واحد، مشاركًا في 7 مباريات سجل خلالها 5 أهداف. ثم انتقل بعدها إلى نادي شيفيلد يونايتد في موسم 2004–05 لمدة موسم واحد، مشاركًا في 4 مباريات ولم يسجل أي هدف. ليعود وينتقل من جديد، لكن هذه المرة إلى Hucknall Town F.C. ‏ في موسم 2006–07 لمدة موسم واحد، مشاركًا في 8 مباريات سجل خلالها 4 أهداف.

## روابط خارجية
- دايفيد جونسون على موقع قاعدة بيانات كرة القدم.إي يو (الإنجليزية)
- دايفيد جونسون على موقع ناشيونال فوتبول تيمز (الإنجليزية)
- دايفيد جونسون على موقع Soccerbase.com (لاعب) (الإنجليزية)
- دايفيد جونسون على موقع عالم كرة القدم.نت (الإنجليزية)